# Baïsole
Pour les articles homonymes, voir Baïse (homonymie).
La Baïsole est un affluent rive droite de la Baïse en Gascogne, dans le Sud-Ouest de la France, et un sous-affluent de la Garonne.

## Géographie
De 47,2 km de longueur, la Baïsole prend sa source sur le plateau de Lannemezan dans les Hautes-Pyrénées commune de  Campistrous et se jette dans la Baïse à Saint-Michel (Gers).

### Aménagements
Le lac de Puydarrieux a été créé sur la Baïsole en 1987 par la Compagnie d’aménagement des coteaux de Gascogne sur les communes de Puydarrieux et de Campuzan pour soutenir l'irrigation agricole.

### Départements et communes traversés
- Hautes-Pyrénées : Campistrous, Lagrange, Houeydets, Castelbajac, Bonrepos, Galan, Tournous-Devant, Libaros, Puydarrieux, Campuzan, Puntous, Sadournin, Guizerix
- Gers : Duffort, Cuélas, Sainte-Aurence-Cazaux, Saint-Ost, Viozan, Montaut, Sauviac, Saint-Michel

## Principaux affluents
- Ruisseau de Lautan  : 7,5 km
- Ruisseau du Léoup : 9,1 km
- Ruisseau de Laspére : 4,1 km
- Ruisseau de Pesquès : 5,2 km